# John Popper
John Popper (29 de marzo de 1967) es un músico y compositor estadounidense. Es popular por su trabajo con la banda Blues Traveler, de la que es vocalista y guitarrista. Es considerado un virtuoso de la armónica. Ha grabado discos como solista, y hecho parte de las agrupaciones Frogwings, The John Popper Project y The Devotees.

## Discografía y colaboraciones

### Discografía
Solista
Zygote (1999)
Go Outside and Drive (The Vestal Version) sencillo (1999)
The Devotees
Gimme Gimme (1997)
Frogwings
Croakin' at Toad's (1999)
The John Popper Project
The John Popper Project with DJ Logic (2006)
The Duskray Troubadours
John Popper & the Duskray Troubadours (2011)
Something Sweet single (2011)

### Colaboraciones notables
- "Northbound Train" del musical de Broadway The Civil War
- Dueto con Eric Clapton en "Christmas Blues" del álbum A Very Special Christmas Live
- Dueto con BB King en "Back Door Santa" del álbum A Very Special Christmas Vol. 5